# Boucles de l'Aulne 2002
La Boucles de l'Aulne 2002, sessantaquattresima edizione della corsa e valida come evento dell'UCI categoria 1.3, si svolse il 1º settembre 2002 su un percorso totale di 181,5 km.. Fu vinta dal neozelandese Christopher Jenner che giunse al traguardo con il tempo di 4h16'31", alla media di 42,453 km/h.
Partenza con 112 ciclisti, dei quali 76 portarono a termine il percorso.

## Ordine d'arrivo (Top 10)
| Pos. | Corridore          | Squadra         | Tempo    |
| ---- | ------------------ | --------------- | -------- |
| 1    | Christopher Jenner | Crédit Agricole | 4h16'31" |
| 2    | Olivier Asmaker    | CSC             | a 9"     |
| 3    | Christophe Rinero  | Saint-Quentin   | s.t.     |
| 4    | Martin Elmiger     | Phonak          | s.t.     |
| 5    | Franck Bouyer      | Bonjour         | a 14"    |
| 6    | Cédric Vasseur     | Cofidis         | a 33"    |
| 7    | Anthony Morin      | Crédit Agricole | s.t.     |
| 8    | Charles Guilbert   | Bonjour         | s.t.     |
| 9    | David Bernabéu     | Carvalhelhos    | s.t.     |
| 10   | Laurent Estadieu   | AG2R Prév.      | a 50"    |